# Regering-Martens II
De regering-Martens II (23 januari 1980 - 18 mei 1980) was een Belgische regering. Het was een coalitie tussen de CVP/PSC (57 en 25 zetels) en de PS/BSP (32 en 26 zetels).
De regering volgde op de regering-Martens I, toen het FDF uit de regering werd gezet wegens hun opstelling in de behandeling van de staatshervorming, maar viel zelf al na 4 maanden. Ze werd opgevolgd door de regering-Martens III.

## Samenstelling
De regering telde 25 ministers (inclusief de premier) en 8 staatssecretarissen. De CVP had 8 ministers (inclusief de premier) en 3 staatssecretarissen, PS 7 ministers en 3 staatssecretarissen, BSP hadden beide 5 ministers en 1 staatssecretaris.
| Ambtsbekleder       | Ambtsbekleder | Ambtsbekleder                     | Functie en bevoegdheden | Partij      |
| Kernkabinet         | Kernkabinet   | Kernkabinet                       | Kernkabinet | Kernkabinet |
| ------------------- | ------------- | --------------------------------- | --- | ----------- |
|                     |               | Wilfried Martens (1936-2013)      | Premier | CVP         |
|                     |               | Guy Spitaels (1931-2012)          | Vicepremier Begroting | PS          |
|                     |               | Willy Claes (1938)                | Vicepremier Economische Zaken | BSP         |
|                     |               | José Desmarets (1925-2019)        | Vicepremier Landsverdediging | PSC         |
| Ministers           |               |                                   | |             |
|                     |               | Renaat Van Elslande (1916-2000)   | Justitie | CVP         |
|                     |               | Henri Simonet (1931-1996)         | Buitenlandse Zaken | PS          |
|                     |               | Alfred Califice (1916-1999)       | Sociale Voorzorg en Pensioenen | PSC         |
|                     |               | Willy Calewaert (1916-1993)       | Openbaar Ambt en Institutionele Hervormingen                                                                                            | BSP         |
|                     |               | Albert Lavens (1920-1993)         | Landbouw en Middenstand | CVP         |
|                     |               | Jos Chabert (1933-2014)           | Verkeerswezen | CVP         |
|                     |               | Jef Ramaekers (1923-2004)         | Nationale Opvoeding | BSP         |
|                     |               | Rika De Backer (1923-2002)        | Nederlandse Gemeenschap | CVP         |
|                     |               | Luc Dhoore (1928-2021)            | Volksgezondheid en Leefmilieu | CVP         |
|                     |               | Gaston Geens (1931-2002)          | Financiën | CVP         |
|                     |               | Jean-Maurice Dehousse (1936-2023) | Waalse Gewest | PS          |
|                     |               | Guy Mathot (1941-2005)            | Openbare Werken | PS          |
|                     |               | Robert Urbain (1930-2018)         | Buitenlandse Handel | PS          |
|                     |               | Mark Eyskens (1933)               | Ontwikkelingssamenwerking | CVP         |
|                     |               | Roger De Wulf (1929-2016)         | Tewerkstelling en Arbeid | BSP         |
|                     |               | Jacques Hoyaux (1930-2013)        | Nationale Opvoeding | PS          |
|                     |               | Georges Gramme (1926-1985)        | Binnenlandse Zaken, Institutionele Hervormingen en Wetenschapsbeleid                                                                    | PSC         |
|                     |               | Marc Galle (1930-2007)            | Vlaams Gewest | BSP         |
|                     |               | Michel Hansenne (1940)            | Franse Gemeenschap | PSC         |
|                     |               | Cécile Goor-Eyben (1923-2024)     | Brusselse Gewest | PSC         |
|                     |               | André Baudson (1927-1998)         | Posterijen, Telefonie en Telegrafie | PS          |
| Staatssecretarissen |               |                                   | |             |
|                     |               | Guy Cudell (1917-1999)            | Brusselse Gewest, toegevoegd aan de minister van het Brusselse Gewest                                                                   | PS          |
|                     |               | Paul Akkermans (1923-2007)        | Nederlandse Gemeenschap en Vlaamse Gewest, toegevoegd aan minister van de Nederlandse Gemeenschap en de minister van het Vlaamse Gewest | CVP         |
|                     |               | Rika Steyaert (1925-1995)         | Nederlandse Gemeenschap, toegevoegd aan minister van de Nederlandse Gemeenschap                                                         | CVP         |
|                     |               | Lydia De Pauw (1929)              | Brusselse Gewest, toegevoegd aan de minister van het Brusselse Gewest                                                                   | BSP         |
|                     |               | Daniël Coens (1938-1992)          | Nederlandse Gemeenschap en Vlaamse Gewest, toegevoegd aan minister van de Nederlandse Gemeenschap en de minister van het Vlaamse Gewest | CVP         |
|                     |               | Bernard Anselme (1945)            | Waalse Gewest, toegevoegd aan de minister van het Waalse Gewest                                                                         | PS          |
|                     |               | Philippe Maystadt (1948-2017)     | Waalse Gewest, toegevoegd aan de minister van het Waalse Gewest                                                                         | PSC         |
|                     |               | André Degroeve (1931-2014)        | Franse Gemeenschap, toegevoegd aan de minister van de Franse Gemeenschap                                                                | PS          |